# Bundesstraße 103
Die Bundesstraße 103 (Abkürzung: B 103) ist eine Bundesstraße in Deutschland. Sie beginnt in Rostock-Warnemünde in Mecklenburg und endet in Kyritz in Brandenburg an der B 5.

## Verlauf
Die Chaussee von Krakow nach Plau wurde 1846 fertiggestellt.
Der heutige Verlauf der Bundesstraße führt von Warnemünde als vierstreifige Schnellstraße über Lütten Klein, wo über die B 105 eine Verbindung zum Warnowtunnel besteht, und das Schutower Kreuz, von dem aus man über die B 105 in Richtung Wismar gelangt, zur Autobahn-Anschlussstelle Rostock-West an der A 20. Vom Schutower Kreuz bis zur A 20 ist die B 103 als Kraftfahrstraße mit den Anschlussstellen Rostock-Barnstorf und Kritzmow ausgeführt. Ab dem A 20-Anschluss ist der Verlauf der B 103 unterbrochen.
Weiter südlich beginnt die B 103 wieder nahe Laage und verläuft in südwestlicher Richtung. Hier zweigt außerdem die Bundesstraße 108 ab, die eine Verbindung in das südöstlich gelegene Teterow herstellt. Am Autobahnanschluss Laage kreuzt die A 19 den Verlauf. In Güstrow endet die B 103 ein zweites Mal an der Kreuzung mit der B 104. Sie setzt ihren Verlauf nahe Karow an der Kreuzung mit der B 192 fort und verläuft weiter nach Plau am See, wo die B 191 einmündet. Südlich von Plau zweigt die B 198 ab und stellt eine Verbindung zur A 19 und unter anderem nach Neustrelitz her.
Auf Brandenburger Gebiet werden die Städte Meyenburg und Pritzwalk erreicht. Südlich der Ortslage Meyenburg kreuzt die A 24 am Anschluss Meyenburg die Trasse. In Pritzwalk führt die B 103 als offener Ring um die Kernstadt und teilt sich die Trasse zum Teil mit der B 189 (Wittenberge–Wittstock). Von dieser Ortsumgehung führen auch die B 107 nach Havelberg und die in diesem Bereich seit 2005 abgestufte ehemalige Trasse der B 321 nach Putlitz ab. Nördlich der Kernstadt Kyritz endet die B 103 an der B 5.
In gewissem Abstand parallel zur Bundesstraße 103 verlaufen die Bahnstrecke Güstrow–Meyenburg und in Fortsetzung bis Pritzwalk die Bahnstrecke Neustadt–Meyenburg. Kreuzungspunkte existieren südlich von Güstrow, bei Ganzlin und nördlich von Kyritz.

## Ehemalige Verläufe
Ursprünglich verlief die Straße über Kyritz hinaus bis nach Berlin-Pichelsdorf (auf dem kurzen Abschnitt Kyritz–Bückwitz gemeinsam mit der heutigen B 5), wo sie an der B 2 endete. Seit 1940/1941 gehört der gesamte Abschnitt ab Kyritz zur B 5 (zunächst Reichsstraße 5).
Seit Mitte 2006 ist der Verlauf der B 103 im Raum Rostock durch die Bundesautobahn 20 unterbrochen. Die alte B 103 führte direkt durch das Rostocker Stadtgebiet. Die heute vierstreifige Anbindung vom Schutower Kreuz zur A 20 war zunächst als B 103n ausgeführt worden.
Seit Anfang 2016 ist der Verlauf zwischen Dummerstorf und Laage sowie zwischen Güstrow und Karow unterbrochen, da hier die A 19 parallel verläuft. Die Abschnitte wurden deshalb zu den Landesstraßen L 39 und L 37 herabgestuft.